# Regulus (Turner)
Pour les articles homonymes, voir Regulus.
Regulus est un tableau du peintre britannique Joseph Mallord William Turner réalisé en 1828 puis retravaillé en 1837. Cette huile sur toile est un paysage urbain qui représente à la manière du Lorrain un port antique baigné d'une lumière naturelle éblouissante, soit la vision que put avoir de Carthage le consul romain Marcus Atilius Regulus quand, captif, on lui cousit les paupières ouvertes en guise de torture, pendant la première guerre punique. Cette peinture est conservée à la Tate Britain, à Londres.